# Jean L'Escuyer
Jean L'Escuyer, indicato anche come Lescuier, Lescuyer, Lequie, L'Escayer o L'Escuier (Francia, XVII secolo – 1685), è stato un pirata francese.

## Biografia
Le prime notizie sul conto di L'Escuyer lo indicano al comando di un vascello da undici cannoni al fianco di François Grognier nel 1685, alla guida di alcuni filibustieri e di alcuni pirati inglesi unitisi a loro, sotto l'egida dei capitani Swan, Townley, Davis e altri. I pirati francesi attraversarono l'istmo di Panama e Davis concesse loro di utilizzare la nave spagnola San Rosario con un equipaggio di 300 pirati.
L'Escuyer viene citato anche in altri eventi. Con Grogniet e Townley prese parte agli attacchi in Nicaragua ed a Coiba, come pure al saccheggio di Guayaquil.
Secondo il racconto di Jérôme Raveneau de Lussan, capo di un altro gruppo di filibustieri francesi che si unì ai primi alcuni mesi dopo, la ciurma di L'Escuyer “aveva recentemente perso il proprio capitano" e la San Rosario si trovava al momento sotto il comando di Grogniet. Pertanto la morte di L'Escuyer avrebbe dovuto aver luogo a metà del 1685.